# دیدبانی زمین-۱
ماهواره ماموریت دیدبانی زمین-۱ (انگلیسی: Earth Observing-1 Mission) که به اختصار EO-1 نامیده می‌شود، بخشی از برنامه هزاره جدید ناسا است که شامل مجموعه‌ای از چندین فضاپیما و ابزارهایی است که به منظور توسعه سامانه‌های تصویربرداری و دیدبانی زمین تهیه شده‌اند.
تصویربردار پیشرفته زمین (ALI) در این ماهواره به طور همزمان ۹ طول موج متفاوت را اندازه‌گیری می‌کند، در حالی که تصویربردار ماهواره لندست ۷ قادر به اندازه‌گیری ۷ طول موج است. این قابلیت به ماهواره امکان انطاف‌پذیری بیشتری در تهیه تصاویر رنگ کاذب می‌دهد. بهبود دیگر ماهواره EO-1 نسبت به لندست ۷، آرایه خطی طیف‌سنج‌های تصویربردار پیشرفته زمین (ALI) است که در هر پایش، نوارهای موازی طیف‌سنج مجاور را پایش می‌کند، در حالی که طیف‌سنج تصویربرداری از یک سمت به سمت دیگر عمل جاروب را انجام می‌دهد. به منظور مقایسه دو تصویربردار، ماهواره EO-1، لندست ۷ را در مدار آن با یک دقیقه اختلاف تعقیب می‌کند. دیگر فناوری‌های نوین این ماهواره شامل موارد زیر است:
- طیف‌سنج تصویربرداری هیپریون که بیش از ۲۰۰ طول موج را ضبط می‌کند.
- آنتن مخابراتی با آرایه فازی
- کابل فیبر نوری متصل به دیتالاگر
- پیش‌رانه پلاسمایی تکانشی با سوخت پلی تترافلوئورواتیلن
- صفحه‌های خورشیدی سبک و انعطاف‌پذیر
- رادیاتور با پوشش کربن جهت کنترل گرمایی
- آرایه خطی طیف‌سنج تصویربرداری اتالون مجهز به وسیله جدید تصحیح اتمسفری.

فعالیت ماهواره EO-1 به لیستی از انواع مختلف تصاویر ماهواره‌ای دارای اولویت و پیش‌بینی پوشش ابر تهیه شده توسط اداره ملی اقیانوسی و جوی (NOAA) محدود شده است.
انتظار می‌رفت که این ماهواره به مدت ۱۲ ماه به فعالیت مشغول باشد و برای ۱۸ ماه فعالیت طراحی شده بود، اما عملاً مدت بسیار بیشتری از مدت انتظار اولیه به فعالیت پرداخته است.